# Рудные жилы
Рудные жилы — залежи полезных ископаемых гидротермального происхождения, имеющие форму жил, заполненных рудными минералами. По трещинам, которые они заполняют, из глубин к земной поверхности направлялись горячие водные растворы, на их стенках отлагались минеральные вещества и происходило образование рудных тел. Скопления рудных жил образуют рудные месторождения. Но иногда, при значительной мощности или протяженности, предметом промышленной разработки может являться единичная рудная жила. Многообразие форм и условий залегания рудных жил предопределяет специфику схем их разведки, оценки запасов, вскрытия и разработки.
В казахстанских русскоязычных источниках (в частности, в КНЭ) вместо термина «жилы» может использоваться термин «верёвки».